# 85
Glej tudi: število 85
85 (LXXXV) je bilo navadno leto, ki se je po julijanskem koledarju začelo na soboto.

## Dogodki
- 1. januar

## Rojstva
- Ptolemaj, grško (egipčanski) astronom, matematik, geograf, fizik (približni datum) († okoli 170)

## Smrti
- Amanikatašan, kraljica Kuša (* ni znano)